# Escudo francês moderno

Desenho esquemático do escudo samnítico, nas proporção 8 por 7.

Na heráldica, o escudo francês moderno, também chamado de escudo samnítico, somático ou neoclássico  e ainda continental é um tipo de escudo de formato retangular cujos cantos inferiores são arredondados por arcos de círculos com raios de mesmo módulo. Além disso, o centro da parte inferior é munido de uma ponta formada por dois arcos de círculos de mesmo raio. Segundo alguns autores, ele normalmente é desenhado com 8 módulos de altura e 7 de largura, como o escudo banderese, enquanto outros reportam o tamanho de 9 módulos de altura por 7 de largura.

Moedas brasileiras em trabalho de Debret, do Primeiro Reinado, em que o brasão de armas do Brasil é confeccionado tendo o escudo no formato neoclássico.

Tal escudo era frequentemente encontrado na heráldica espanhola, mas foi, com o tempo, sendo substituído pela escudo ibérico: alguns autores como o Marquês de Avilés, relata a proporção de 6 módulos de altura por 5 de largura para o padrão espanhol.
O escudo francês moderno também foi adotado como suporte oficial na heráldica civil e militar italaiana, na qual a sua dimensão oficial é 9×7.
Esse formato de escudo é incomum na heráldica portuguesa e brasileira. No entanto, no Brasil, é possível encontrá-lo na representações dos brasões da nobreza brasileira durante o período imperial. Além disso, alguns municípios como Goiânia e Teresina fazem uso de tal formato em suas armas, embora a maioria dos demais municípios utilizem o escudo ibérico.

## Galeria

Brasão de Chukotka.
Brasão de Moscou
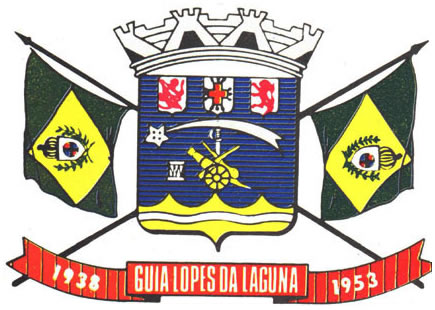
Brasão de Guia Lopes da Laguna, Brasil
Brasão de armas dos Estados Unidos.